# دستور النرويج
اعتمد أولا دستور النرويج يوم 16 مايو وقعت بعد ذلك وبتاريخ 17 مايو 1814 من قبل الجمعية التأسيسية النرويجية في Eidsvoll. وكان في ذلك الوقت يعتبر واحدا من أكثر الدساتير ليبرالية أو ديمقراطية جذرية في العالم، وأنها هي اليوم ثاني أقدم وثيقة واحدة، دستور وطني في أوروبا بعد دستور بولندا (3 مايو 1791) وثالث أقدم في العالم، لا يزال ساريا مستمرة. 17 مايو هو اليوم الوطني للنرويج.
خلال مايو 2014 أصدر البرلمان النرويجي التغييرات الأكثر جوهرية منذ عام 1814، ولا سيما عن طريق تضمين الفقرات المتعلقة بحقوق الإنسان.

## التاريخ

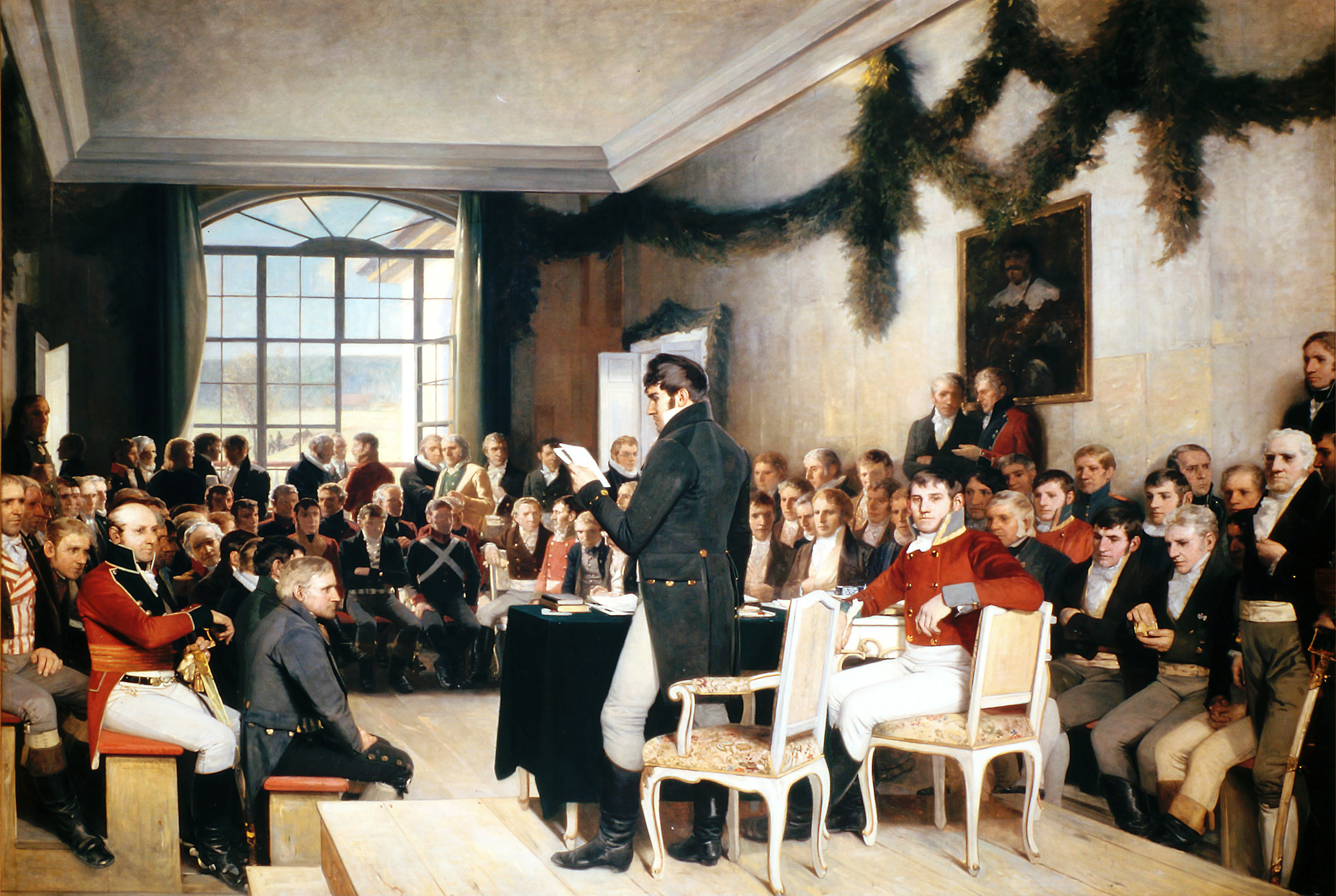
الجمعية التأسيسية في Eidsvoll مايو 1814

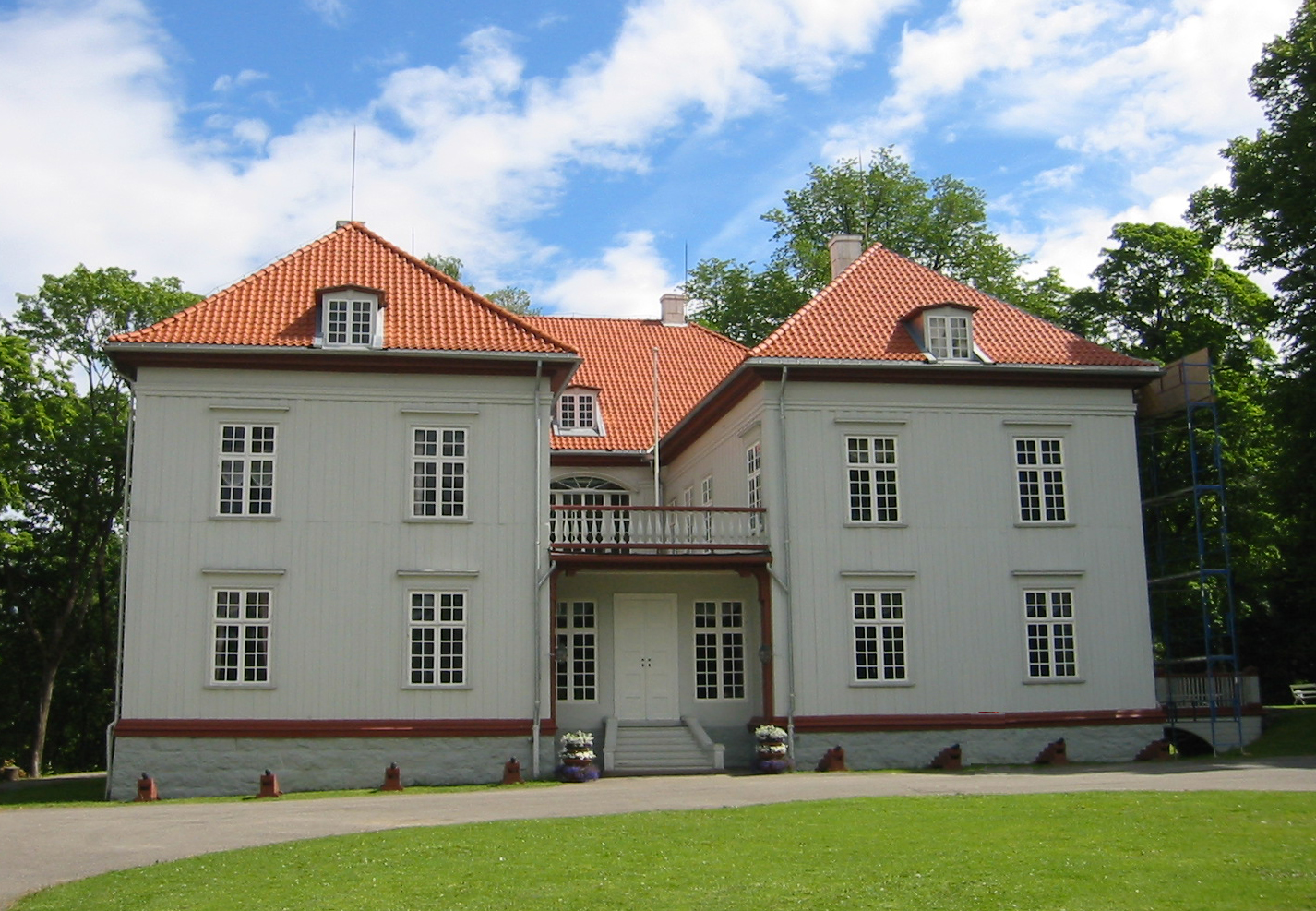
موقع صياغة الدستور

### كتابة الدستور
بعد هزيمة قوات نابليون في معركة لايبزيغ في أكتوبر 1813 ومعاهدة كييل من شهر يناير عام 1814، ولي عهد الدنمارك والنرويج كريستيان فريدريك، نائب روي المقيم في النرويج، وأسس حركة الاستقلال النرويجية. كان الهدف الأكثر احتمالا ليرى ولي العهد الصغير النهائي لإعادة توحيد مع الدنمارك. وكانت مبادرته الناجحة، وكان يسمى جمعية وطنية في Eidsvoll. تم انتخاب ممثلي تجميعها من قبل التجمعات الكنيسة دولة في جميع أنحاء النرويج، والوحدات العسكرية. أنها عقدت في القصر Eidsvoll في 10 أبريل نيسان. خلال خمسة أسابيع من فصل الربيع من عام 1814، تمت كتابة الدستور. تم التصديق على الدستور من قبل الجمعية في مايو 16, وقعت في اليوم التالي، والتاريخ الأخير احتفل الآن باسم يوم الدستور النرويجي.
استلهم الدستور النرويجي في إعلان استقلال الولايات المتحدة في عام 1776 والثورة الفرنسية في عام 1789 والولايات المتحدة والدساتير اللاحقة الفرنسية. وقد تأثر الكتاب كريستيان ماغنوس Falsen ويوهان Gunder أدلر أيضا من الدستور الإسباني من 1812. كان الانحراف عن الدساتير الجمهورية من فرنسا والولايات المتحدة الأمريكية الإبقاء على النظام الملكي. واعتبرت استيراد الجمهوري على أنها محاولة لمحاكاة الفرنسيين والأميركيين مباشرة، وهو أمر سعى المشرعون في Eidsvoll لتجنب. ان اختيار النظام الملكي كشكل الدولة أيضا تسهيل توحيد الدنمارك والنرويج، وهو أمر كان ولي العهد ليست وحدها في السعي. تم تقليص سلطة الملك مع ذلك بشدة. تمت إزالة له الفيتو المطلق على القوانين. مجلس Eidsvoll اختار، وليس من المستغرب أن ولي العهد الأمير فريدريك كريستيان كملك. هكذا كان المختار، وعلى هذا النحو الملك بإرادة الشعب بدلا من نعمة الله. في أوروبا حيث كان يحكم تقريبا جميع البلدان بحلول الملكية المطلقة، واعتبر ذلك بأنه متطرف للغاية. كان كريستيان أدولف Diriks، الذي كان السكرتير القانوني للجنة الدستورية، الخبير الجمعية المقيم في الدساتير الأجنبية، ولعب دورا هاما في تشكيل لغة الدستور. وينسب Diriks مع صياغة §100 بشأن حرية التعبير، و§102، وحراسة ضد التفتيش والاحتجاز.
يبين الدستور مزيج غريب من القيم المتطرفة والتقليدية. مبدأ الفصل بين السلطات بين السلطتين التنفيذية والتشريعية والقضائية كانت مستوحاة مباشرة من الأفكار المتطرفة من الولايات المتحدة والنظم الفرنسية. كان الإبقاء على الملك وكنيسة الدستورية في مواجهة الجمهوري خطوة تقليدي، ومع ذلك، كانت قوة الملوك قيود مشددة، والكنيسة كثيرا تحت سيطرة الهيئة المنتخبة. تم تمديد حق التصويت، ولكن لم تصدر عالمي. جميع الرجال الذين كانوا إما مزارعين امتلاك أرضهم وموظفي الخدمة المدنية، أو أصحاب العقارات في المناطق الحضرية يمكن التصويت. مع هذا، تم منح ما يقرب من نصف جميع الرجال النرويجيين حق التصويت.

### الاتحاد مع السويد
حاول الملك والمسؤولين النرويجي الشاب أن يجد الدعم الدولي لسعيها للنرويج كدولة ذات سيادة طوال فصلي الربيع والصيف في وقت مبكر من 1814. بعد الفشل في تأمين الدعم للمملكة المتحدة، أصبحت الحرب مع السويد لا يمكن تجنبها. وكانت الحملة السويدية ضد النرويج قصيرة وحاسمة. ومع ذلك، في حين تدرب بشدة ومجهزة، ووضع الجيش النرويجي يصل معركة العزم، وعقد السويديين إلى الوراء في كونغس فينغر وتأمين انتصار تكتيكي في معركة Langnes. هذا ما مكن الملك لتجنب الاستسلام غير المشروط كما انه اضطر في مفاوضات مع السويديين، مما أدى إلى اتفاقية موس.
وضع الوضع الاستراتيجي وتنازله الخاص لحسن استخدامها، أقنع ولي العهد السويدي كارل يوهان (السابق المشير برنادوت فرنسا) للسماح للالنرويجيين إبقاء دستورهم. ولي العهد السويدي يريد استرضاء النرويجيين وتجنب استمرار الدموي للحرب. إدراك أن اتحاد القسري مع نفسه كحاكم للبلد غزا ومعاد سيكون غير مستقر جدا، وقال انه يقبل الاقتراح النرويجي. ثم دخلت النرويج في اتحاد شخصي مع السويد، وإزالة فقط تلك التعديلات من دستورها كما كانت ضرورية لتشكيل الاتحاد بين السويد والنرويج. يوم 7 أكتوبر، جلسة استثنائية عقدت في البرلمان النرويجي، وفوض الملك كريستيان فريدريك سلطاته إلى البرلمان وتخلت في 10 أكتوبر تشرين الأول. اعتمد البرلمان النرويجي التعديلات الدستورية في 4 نوفمبر وفي اليوم نفسه انتخب بالإجماع تشارلز الثالث عشر، بدلا من الاعتراف به على هذا النحو، مما يعزز مفهوم الملك بإرادة الشعب.

### حل والملك الثاني
وألغت التعديلات الاتحاد بعد تفكك الاتحاد البالغ من العمر واحد وتسعين في 1905. واعتبرت مسألة الملك مرة أخرى، وانتخب البرلمان النرويجي لتقديم العرش إلى الأمير كارل البالغ من العمر 33 عاما من الدنمارك، متزوج من الأميرة مود ويلز، ابنة الملك إدوارد السابع. عن طريق جلب الملك مع العلاقات المالكة البريطانية، وكان المأمول أن يمكن المحكمة النرويج دعم بريطانيا. وكان الأمير كارل لكن يدرك جيدا موجة من الجمهوري في النرويج والوضع الدستوري للالعرش النرويجي. وأصر على أنه لن يقبل التاج إلا إذا أعرب الشعب النرويجي إرادتهم للملكية عن طريق الاستفتاء وإذا ثم انتخب البرلمان له الملك. يوم 13 نوفمبر، قررت الأصوات النرويجية على النظام الملكي بأغلبية 74 في المئة، وانتخب كارل الملك من قبل البرلمان النرويجي، مع اسم وعنوان هاكون السابع.
وقد اعتمدت عدة تعديلات أخرى منذ 1814. بعد الحرب العالمية الثانية وإحلال السلام والحكم الدستوري، كان هناك الكثير من النقاش حول كيفية التعامل مع أحداث السنوات الخمس السابقة. لا شيء من هذا أدى إلى أي تغييرات في الدستور. انها صمدت أمام اختبار الأوقات الصعبة.

## التنمية
بينما راديكالية في يومه، وكان دستور 1814 نتاج عصرها. كما وضعت الديمقراطية النرويجية، وبعض أجزاء منه بدأت للبحث مؤرخة متزايد. على سبيل المثال، والسلطة التنفيذية، والتي في الدستور يرجع باستمرار إلى الملك، وجاء على نحو متزايد للراحة في مجلس خارجيته (statsråd). وبالمثل، كان الملك في الأصل الحق في تعيين أعضاء المجلس، الذين كانوا مسؤول أمامه وحده، وأنها لا يمكن أن يتم اختياره من أعضاء البرلمان من النرويج. مع إنشاء البرلمانية في عام 1884، تم اختيار مجلس بفعالية الانتخابات العامة، في أن الملك عين الوحيد للحزب أو ائتلاف أعضاء وجود أغلبية في البرلمان النرويجي. علاوة على ذلك، أصبح المجلس مسؤولا أمام البرلمان النرويجي، بمعنى أن التصويت الفاشلة الثقة من شأنه أن يسبب الحكومة إلى الاستقالة. حدث ذلك آخر مرة في مارس عام 2000 عندما رفض الائتلاف الحاكم إدخال محطات توليد الطاقة الكهربائية تعتمد على الغاز الطبيعي في الأرض البيئية، التي أغلبية البرلمان النرويجي معتمدة.
وبالإضافة إلى هذه التغيرات في الممارسة العملية، كانت هناك العديد من التعديلات والتغييرات على النص الفعلي. وهناك بقايا من القوانين السابقة من الدنمارك والنرويج، الفقرة 2 قراءة في الأصل، «لا يزال الدين الإنجيلي اللوثري الدين العام للدولة. هؤلاء السكان، الذين يعترفون بها، لا بد أن يربوا أولادهم وبناتهم إلى نفسه. اليسوعيون والرهبانية لا يسمح للأوامر. لا تزال اليهود ممنوعين من الدخول إلى عالم». في عام 1851 تم ضرب الجملة الأخيرة بعد خروج الشاعر النرويجي هنريك قد Wergeland حملة من أجل حقوق اليهود، وأيضا في عام 1897 ولكن الجملة التالية الأخيرة. سمح أوامر الرهبانية عام 1897، ولكن تم رفع الحظر المفروض على اليسوعيون فقط في 1956. §12 في الدستور التي ذكرت أن أكثر من نصف الأشخاص في مجلس الدولة زيارتها ليكونوا أعضاء في الكنيسة الرسمية للدولة، ولكن تمت إزالة هذا الشرط في 2012.
وقدم الاقتراع الذكور العالمي في النرويج في عام 1898 والاقتراع العام في عام 1913 بإجراء تعديلات على الدستور.

## الاتجاهات الحالية
بذلت من وقت لآخر مقترحات لفصل الكنيسة عن الدولة، مما يعني تعديلا ل§ 2 من الدستور. حتى عام 2012، وهذا ما سبق أن دعمت بأغلبية في البرلمان النرويجي ولكن كان دائما موضوع نقاش. في أيار 2012، أقر البرلمان تعديلا دستوريا، للمرة الثانية، لفصل الدين عن الدولة. وهذا ما جعل النرويج رسميا دولة علمانية لا دين رسمي مع، على الرغم من أن كنيسة النرويج لا تزال المذكورة في الدستور.
له ما يبرره في المحكمة العليا النرويجية للعالم بالدستور وكان في كثير من الأحيان (MIS) المستخدمة من قبل البرلمان النرويجي كأداة سياسية للسيطرة على الحكومة خلال القرن 19th، ولكن لم يتم إجراء أية قضايا الاتهام النيابي منذ 1927. تقرير برلماني واقتراح لتعديل دستوري قدم في عام 2004 إلى تغيير الأساس القانوني للمحكمة العليا للعالم وتقليل التحيز السياسي. وصدر هذا الاقتراح من قبل البرلمان النرويجي بالإجماع في 20 فبراير 2007. أن تتألف المحكمة العليا من خمسة منتظم محكمة القضاة النرويج وستة قضاة العلمانية يعينهم البرلمان النرويجي، بدلا من المحكمة العليا بأكملها بالإضافة إلى Lagting (1/4 من البرلمان النرويجي)، الذي تم بعيدا مع في نفس الوقت.
بعض العلماء الدستوري عقد أنه قد يكون من الضروري تغيير الدستور إذا النرويج لدخول الاتحاد الأوروبي، كما تنص المادة الأولى أن النرويج هي «حرة ومستقلة» البلاد. ومع ذلك، فإن النقاش حول الاتحاد الأوروبي هادئة نسبيا منذ الاستفتاء في عام 1994، لذلك فإن هذا التغيير ليس من المحتمل أن يحدث في المستقبل القريب.
في الفترة التي تسبق الذكرى 200 للدستور، والعمل جار لمعرفة ما إذا كان يمكن تعديل الدستور ليكون أكثر انسجاما مع العصر. في ديسمبر 2011، وضعت لجنة يعينهم البرلمان النرويجي إيابا تقريرها، مما يشير إلى أن حقوق الإنسان أن توضع في فصل مستقل في الدستور. وكان بند آخر على جدول الأعمال لتحديث لغة الدستور، من Dano- إلى النرويجية النرويجية الحديث. وطلب البرلمان من الأمانة تقديم نسختين متساوية من الدستور (في النينورسك والتقليدية) التي يمكن أن تصدق قبل الذكرى في 2014. ومنذ التعديل لتحديث لغة الدستور وطرح بعض التعديلات الدستورية تم عرض باستخدام كل حديث و 1903 الهجاء.

## اللغة
الأحداث ودستور 1814 لها مكانة مركزية في الهوية النرويجية. لهذا السبب، وإبقاء النص متسقا قدر الإمكان، تتم كتابة التغييرات بلغة قريبة من الأصل. في عام 1814، كان لا يزال الدنماركية اللغة المكتوبة عالمية، كما كانت تعتبر الدنماركية والنرويجية لهجات مختلفة من اللغة نفسها. على نوعين الرسمية الحالية مكتوبة باللغة النرويجية بوكمال ونينورسك (حتى عام 1929 دعا Riksmål وLandsmål على التوالي)، لم تطور حتى أواخر القرن 19th. في عام 1903، خضع الدستور تنقيح لغوي بسيط جدا، وتغيير هجاء بعض الكلمات حيث الإملاء قد تغيرت منذ 1814 ولكن لا يزال الإبقاء على الدنماركي المحافظ القرن 19th.
وقد حاول كل التعديلات الأخيرة لتقليد لغة إصدار 1903، مما أدى إلى غريبة الانشاءات. هو مكتوب كلمة «البيئة» في هجاء القديم الوسط، يختلف عن الحديث النرويجية والدنماركية miljø. كان سياق الحديث لهذه الكلمة، ولكن غير موجودة، في القرن 19th. «المجموعة العرقية سامي» هي «دن samiske Folkegruppe»، على الرغم من أن كلمة سامي (samisk) لم يكن مشترك حتى 1970. في عام 1814 أو 1903، كلمة كلمة اللابي (lappisk) قد استخدمت.
منذ وضعت التعديلات من قبل السياسيين يست مختصة في القرن 19th الدنماركية، أدخلت عدة هجاء النرويجية الحديثة في الدستور. وقد اقترحت نهج مختلفة لتنقيح اللغة في الوثيقة: [بحاجة لمصدر]
- جلب لغة حتى اليوم واستخدام قواعد الإملاء. هذا هو المسار الذي يبدو أن يتبع، مع اللجنة المعينة من قبل البرلمان بعد أن اقترح نسختين متساوية من الدستور الحديث باللغة النرويجية (بوكمال ونينورسك) في سبتمبر 2012، في الوقت المناسب ل، يحتمل، يتم التصديق عليها قبل الذكرى المئوية الثانية من الدستور في عام 2014.
- 1903 استخدام الممرات القياسية ولكن الصحيحة المختلفة حيث أحدث التعديلات لا تتفق حقا أن هذا المعيار.
- تعود اللغة إلى مستوى 1814. اعتراض على ذلك هو أن معظم النرويجيين الحديثة سوف تجد الأمر أكثر صعوبة في القراءة.
- تحديث لغة إلى واحدة من الإصلاحات الهجاء وعام 1917، عام 1938، أو 1959. هذا من شأنه أن يكون لا يزال إلى حد ما بلغة محافظة ولكن أقرب إلى خطاب اليوم.

ويهدف التعديل الدستوري لعام 2006 2 فبراير في قصص 16 الأخطاء الإملائية الطفيفة إلى 1903 الأشكال المناسبة.
النرويج ليست البلد الوحيد الذي لديه دستور مكتوب بلغة أجنبية، لكنها بالتأكيد الدولة الوحيدة التي تؤلف مادة القانون جديدة في شكل لغة قديمة، بصرف النظر عن الفاتيكان الذي يستخدم اللاتينية. حتى الاسم الرسمي للمملكة النرويج (النرويجية: Kongeriket NORGE / Kongeriket Noreg) سوف تكون في الواقع شكل الدنماركي (الحديثة) Kongeriget NORGE إذا أخذت حرفيا من الدستور.
بالتزامن مع الذكرى المئوية الثانية أصدر البرلمان النرويجي اثنين من الإصدارات الجديدة من الدستور: نسخة بوكمال تحديث ونسخة جديدة تماما النينورسك الحديث وتستند هذه المقترحات 21 و 22 و 25. These are based on propositions 21, 22 and 25.

## طقوس تتعلق الدستور

### يوم الدستور
مايو 17، تاريخ التوقيع على الدستور، كما يتم الاحتفال النرويجية يوم الدستور مع المسيرات العلم الأطفال المدرسة. في العاصمة أوسلو، ويمر موكب القصر الملكي حيث الآلاف من تلاميذ المدارس موجة للملك والملكة. وهناك سمة بارزة من الاحتفال بيوم الدستور النرويجي هو الغياب الفعلي لأي العروض العسكرية، وهو اليوم يجري بالكامل تقريبا احتفال المدنيين.

### الافتتاح الرسمي للبرلمان
كل خريف البرلمان النرويجي وافتتح رسميا من قبل الملك. في عام الانتخابات، تبدأ الدورة مع ممثلين عن كل مقاطعة يجري الاعتراف رسميا باسم الممثلون الشرعيون. هذا يحدث كل عام 4 (لا يسمح الدستور النرويجي للداخل فترة انتخابات مبكرة).
بعد فتح الدورة ويتم انتخاب سكرتير ورئيس لفترة، والملك يعالج مع ممثلي اللامسة (رقم: خطاب العرش السامي) بصفته رئيس رسمي للدولة. وTrontale يلخص برنامج الحكومات للسنة القادمة، وحين تسليمها من قبل الملك، هو مكتوب من قبل الحكومة الجلوس. ويتبع Trontale مناقشة عامة، حيث تنص المعارضة نقاطهم الرئيسية للسنة القادمة. وعقب المناقشة، أصغر عضو في مجلس الوزراء يقرأ تقرير عن حالة المملكة.

## وصلات خارجية
- English translation (with latest amendments as of 20 February 2007): The Constitution of the Kingdom of Norway from the Norwegian Parliament's (Stortinget) website
- Current Norwegian version Kongeriget Norges Grundlov from the Norwegian legal information service
- List of current members of the Council of State
- — Ført bak lyset - Folket er overkjørt i prosessen med å endre Grunnloven. Det mener jussekspert Anine Kierulf, som retter kritikk spesielt mot Høyre.  [Duped - The population has been run over during the process of changing the constitution. That's the opinion of legal expert Anine Kierulf, who is criticizing the Conservative Party.]